# 女陰摩擦

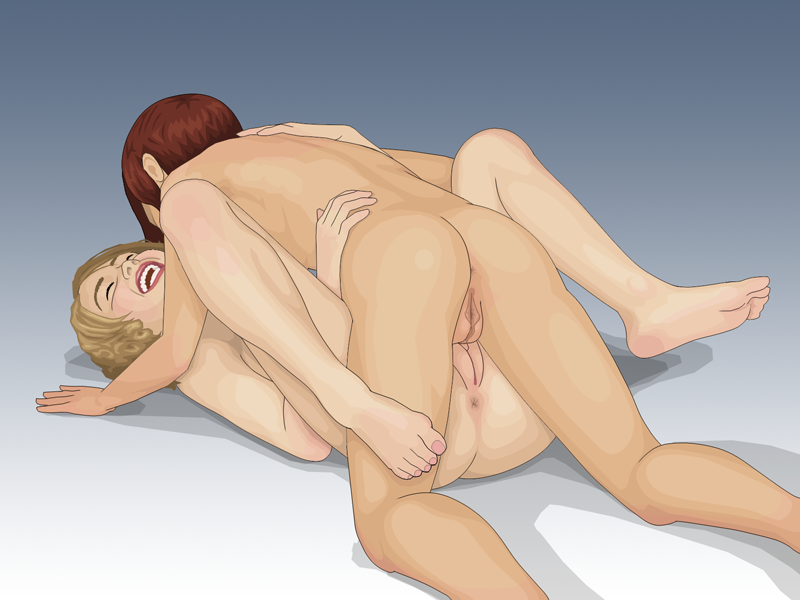
兩名女性透過傳教士式體位來進行的女陰摩擦，傳教士式體位是實踐女陰摩擦的眾多性體位之一，當事人能在此過程中獲得性愉悅感

女陰摩擦（Tribadism、tribbing），俗稱磨豆腐、磨鏡，是性行為的一種，當中女性會以女陰磨擦其伴侶的身體部位以取得性刺激，當中以摩擦陰蒂的情況最為普遍。此一行為的實踐方式包括女對女的性器官接觸、女性以其外陰摩擦其伴侣的大腿、腹部、臀部和手臂等口部以外的部位。實踐者可以各種類型的性體位來實踐女陰摩擦，當中更包括傳教士式體位。
「Tribadism」一詞常用於女女性行為的情景中，並於起初包含了以下社會信念的成分：女性擁有成為「插入之性」的性伴侶的能力。在以往女性一旦被指責在性行為中成为插入的一方，便会遭到嘲笑或懲罰。在現代，此一用詞一般用於代指女性之間的各種非插入式性行為。在進行女陰摩擦的同時，人們可以用手指也可代指女性以其女陰摩擦长枕等非生命物體來達至性高潮的自慰方式。

## 歷史與文化

### 詞源及應用
「tribadism」一詞源自於希臘語τριβάς（tribas），其意是指恐女恐同者認為「跟其他女性或獨自一人進行的不自然惡習」，對於古希臘人和古羅馬人而言，「tribas」或「tribade」皆在代指利用陰蒂或假陰莖跟他人（男性或女性）接合的雙性人或女性。在古典时代晚期以前，「tribade」一詞並不專門用於代指女性之間的性行為 。由於古希臘人和羅馬人還將任何涉及插入的性行為視作「男性所定義的性行為」，所以他們視「tribas」為最庸俗的女同性戀者。他們虽認可同性愛慕傾向的存在，但他們卻認為任何性行為皆需一名擁有陰莖的伴侶參與方可從事之，故此他們並不認為女性之間能存有任何的性行為，並對女女性行為者存有迷思——認為她們的陰蒂要不是腫脹肥大，就無法在性行為當中感到滿足。希臘和拉丁人早在1世紀後期便以此作諷刺的題材。
「tribade」在英語的使用記錄最早可追溯至本·琼森的《前奏曲》（森林中的詩歌X，1601年），最遲可至19世纪中；經由古典文學、解剖學、助產士、性愛指南和色情作品傳播後，這詞在過往便成為了歐洲最常見的女同性戀者用詞。它於其後也用於代指女同性性行為，儘管18世纪中的解剖學調查最終引起了研究者對陰蒂肥大的定義懷疑，以及對更準確區分雌雄間性和陰蒂肥大的需求。
齊默爾曼這名著者指出：「歐洲人在很多時候會避免使用這個字詞，並以『不自然的惡習』、『猥褻行為』、『違反自然的罪行』、『使用一種手段』、『扮演男人的角色』等字句委婉地代指之」。在18世紀針對安托瓦内特的诽谤中，此一字詞變得常用起來。她在事件当中遭报刊「審判及嚴厲地定罪為」一名「tribade」。古德曼認為「指責她為『tribade』的謠傳在歷史上具有特定的政治含義……《瑪麗 - 安托瓦內特懺悔錄》收錄了她的（虛構）最终声明：『人啊！因我屈服於大自然的甜蜜印象，並模仿法國宮廷內所有女性皆有的嫵媚弱點，所以我向愛的甜蜜衝動投降了……你抱着我，它就困在你的牆壁裡？』」古德曼說明道，一項針對瑪麗-安托瓦內特的誹謗指其詳細描述了她丈夫「在性行為中失去行為能力」的細節，之後其欲望指向了勃利夫人這名貴族，「接受了她的款待」。後來她又指與女性發生性關係的吸引力在於「机敏地刺激陰蒂的動作」。當時的诽谤指責安托瓦內特認為勃利夫人對她的愛慕產生「一種能夠取之不盡的罕見愉悅感，因為它能按一個人的需要不斷重復」。
在维多利亚时代，女陰摩擦被視為「低下階層及非西方文化所擁有的一種現象，並跟娼妓和罪犯的墮落有關」（引自齊默爾曼）。在20世紀，「tribade」一詞被「sapphist」、「lesbian」（女同性戀）、 「invert」以及「homosexual」（兩者皆指同性戀）所取代，令「tribade」一詞顯得老舊起來。「Fricatrice」跟「tribade」屬同義，一樣能代指摩擦，但其詞根並非希臘語，而是拉丁語。前者早至1605年便在英語中使用（用在本·琼森的《前奏曲》中）「Fricatrice」比「tribade」更口語化及更具貶義。此外還有拉丁語「confricatrice」和英語「rubster」等變體。

### 實踐

#### 性體位及盛行率
女陰摩擦是一種常見於女女性行為者當中的性行為。儘管女陰摩擦一詞一般用於代指女陰對女陰的磨擦，但它也可代指其他性行為。除了令雙腳像兩把剪刀般互相交叉的交叉位外，適用於女陰摩擦的性體位還包括傳教士式體位、女上位、後入體位等。從事女陰摩擦的女性亦能簡單地以其外陰摩擦其伴侶的大腿、腹部、臀部和手臂等部位。在進行女陰摩擦的同時，手指和假陰莖也可跟陰道接合。儘管有時「互利及回饋不是女陰摩擦的主要目標，但進行女陰摩擦的最明確目的在於『使雙方能夠透過不同方式感到滿意』」。從事女陰摩擦或享受之的女性表示，她們能從中獲得愉悅感的地方包括身對身的全接觸、定期的臀部運動，以及其伴侶在身上移動的感覺；她們認為女陰摩擦擁有一定的刺激感、色欲感，以及因為女陰摩擦能使陰蒂得到充分刺激的缘故，所以其能使人更容易達至高潮。

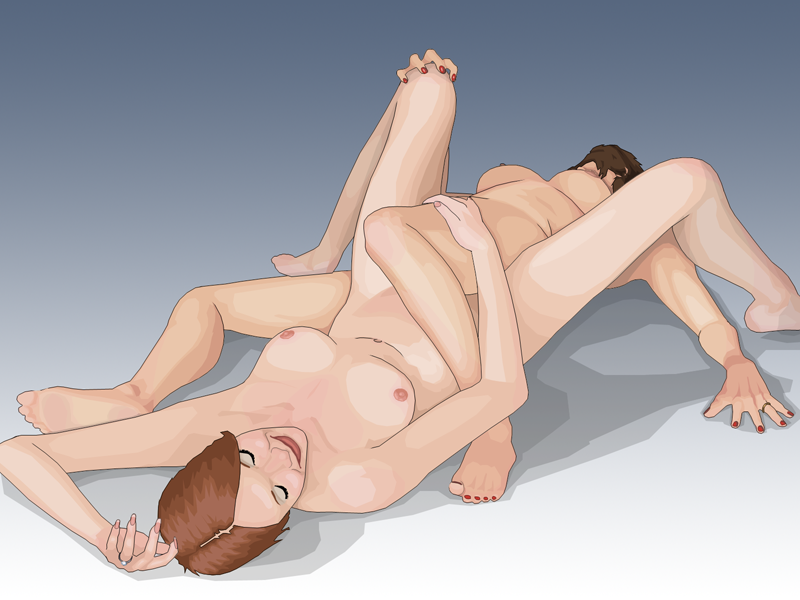
兩位正在從事交叉位式女陰摩擦的女性——交叉位在女同性戀者中存有爭議

一些女同性戀者及女雙性戀者並不會從事交叉位式女陰摩擦，因為她們認為這一種體位令人在生理上感到不適、不能代表女女性行為，以及只是異性戀色情產業中男性顧客的幻想偏好，或只是她們不把其視作性生活的一部分。 美國Raw Story網站指出：「交叉位是否能描绘傳统甚至一般的女同性戀行為仍有爭議」。然而包括海特分别於1976年和1981年发表的研究在内，一些研究顯示女性可從跟其他女性一同進行的交叉位式女陰摩擦中獲得歡悅感，因為這是女陰-女陰接觸的一種變體，且能使接觸頻度及面積最大化，所以她們的親密度也能增加。
「Scissoring」（交叉位）為所有類型的女陰摩擦的涵盖性用语，一些女同性戀者及女雙性戀者並不願意把一些她們做愛時所進行的性行為歸類或標籤為「tribadism」（女陰摩擦），因為女陰摩擦經常在主流性學研究中遭到忽視。霍伯斯坦在《女性的男性氣概》中指出：「如果我們追溯目前所使用的用語，我們便會發現女陰摩擦是一種少有探討但人們經常從事的性行為，現在人們對它的沉默跟前幾個世紀對它的描述一樣令人費解……弗洛伊德對此基本無發表過任何意見，且當代少有女同性『性書』探討過它」。
根據一些較舊的研究，「大约三分一的女同性戀者以女陰摩擦或身體接觸作達至高潮的手段（Saghir & Robins, 1973；Jay & Young, 1977）」。麥斯特與強生於1979年发表的研究也對女同性性行為進行過研究，結果發現以假陰莖跟陰道接合者相對罕見；與直接刺激陰蒂相比，女同性戀者較多以整個性器官作刺激对象，跟異性戀關係的情況如出一徹。1987年一項非科學調查以「科羅拉多州女同性戀社交组織中的多於100名成員作研究对象，並諮問她們在上10次做愛時進行了什麼行為，100%的受訪者回答说有过接吻、吸吮乳頭，以及以手刺激陰蒂；多於90%回答指她們有過法式接吻、口交，以及以手指跟陰道接合；80%報稱有過女陰摩擦」。
貝利等人於2003年發表的研究以英國兩間女同性戀者健康診所的803名到診同性戀者和雙性戀者，及社區中415名女女性行為者為樣本。结果顯示85%的受訪者從事過女陰摩擦（不論是性器官對性器官的磨擦還是以性器官磨擦身體其他部分）；此外其亦發現女女性行為者很少會把假陰莖等性玩具跟陰道接合。

#### 安全性行為
因為在過程中存有體液交換，所以性器官對性器官的磨擦存有傳播性傳染病的潛在風險。HIV.gov及洛杉磯縣公共衞生部指出性器官-性器官及性器官-身體的接觸可傳播像人類乳突病毒、陰蝨、单纯疱疹般的病原體或疾病；「穿衣服及避免接觸疱疹患者的水皰能降低風險」。其他能採取的預防措施包括使用口腔保護膜和剪開的安全套來提供一層屏障，然而迄今「仍没有良好的證據」顯示口腔保護膜在女女性行為者當中能減少性傳染病的傳播風險；研究顯示只有極少數人以口腔保護膜作保護屏障，並指出此一现象出现在女女性行為者當中的潛在原因在於「她們對於傳播性傳染病的潛在風險了解有限，或對性傳染病不那麼警覺」。《美國家庭醫生》這一本期刊還建議女同性戀者和女雙性戀者避免在没有保護措施的情況下接觸伴侶的經血及任何可見的性器官病變區域。

### 大眾文化中的女陰摩擦
不少大眾文化取材自女陰摩擦。流行華麗搖滾樂團剪刀姊妹的名稱取自英語對交叉位的稱謂「剪刀位」。樂團成員傑克·希爾斯表示，雖然他們的許多歌曲涉及到同志議題，但仍不希望大眾標籤他們為「同志樂團」，反之其希望大眾先视他們为「一支流行樂團」。女同志朋克搖滾樂團Tribe 8以及全男性班底樂團Scissorfight的名稱同样取自女陰摩擦的英語「Tribadism/scissoring」。
性器官對性器官的磨擦在《衰仔樂園》的其中一集〈女同志葛屁〉中描繪了三次，劇中以剪刀來代指女陰摩擦。有評論認為這一集使得大眾對「剪刀位」的認可加深，Raw Story網站指出：「雖然樂團剪刀姊妹的名稱取自該行為，但其在2007年《衰仔樂園》的〈女同志葛屁〉播出以前依舊未能打入主流文化」。《吉列合唱團》的其中一集〈Duets〉播出後亦使該行為更被主流接受。在該集中角色盧倩婷和佩碧彤在做愛時參考了剪刀位。此一情節因「可能不適合兒童觀看」而受到了一些批評。
在2013年，大約24名戲劇專業的學生為了回應加州州立大学长滩分校不批準《The Night of the Tribades》這一部戲劇在第七街大帳篷內上演（因名稱包含「 Tribades」），而在布羅特曼大廳前透過模擬女陰摩擦抗議之。

## 雌性倭黑猩猩的女陰摩擦
女對女的性器官磨擦行為並非人類獨有的。刚果民主共和国的雌性倭黑猩猩同樣從事該種行為，灵长类学家一般稱此行為為「GG rubbing」（genital-to-genital rubbing，亦即性器官對性器官的磨擦）。靈長類學家德瓦尔指出：「倭黑猩猩不像其他灵长类動物般，也許牠們最典型的性行為模式就是成熟雌性之間的性器官-性器官磨擦……[當中]一隻雌性倭黑猩猩會以手腳抱住其伴侶，而其伴侶則以四肢支撐身體，把牠的一部分從地面抬起」。
與眾多哺乳類動物相比，倭黑猩猩的陰蒂相對較大且突出。动物行为学家喬納森·巴爾科姆（Jonathan Balcombe）巴爾科姆指出，雌性倭黑猩猩會短暫地互相摩擦對方的陰蒂，為時10-20秒。雌性倭黑猩猩可能會不斷地重覆此一行為，而牠們在過程中在一般會「發出尖叫、磨牙，同時牠們的陰蒂會充血」。巴爾科姆同時指出，牠們「平均每兩小時便從事這一行為一次」。